# Pedro Andreu
Pedro Andreu Lapiedra (Zaragoza, 15 de abril de 1966) es un músico español conocido por haber sido el batería del grupo de rock Héroes del Silencio. Llevó a cabo varios proyectos musicales (Puravida, DAb y La ReD).

## Primeros años
Pedro se involucró en el mundo musical desde su juventud, siendo en sus inicios seguidor de The Beatles. La primera banda de la que formó parte, Los Modos, solía interpretar canciones del cuarteto de Liverpool.
En 1986, perteneciendo ya a Héroes del Silencio, durante unos meses también formó parte junto a Enrique Bunbury de Niños del Brasil.

## Con Héroes del Silencio
En 1985 se integró a la banda de Héroes del Silencio.
Tuvo dos etapas en la banda española:
- La primera llegó hasta el disco Senderos de traición (1990), donde tiene influencias de Larry Mullen Jr., Stewart Copeland y algunos otros bateristas.
- En la segunda etapa, Pedro Andreu se mete más en el rock, lo cual se nota en los siguientes discos. Tiene influencias americanas como Grand Funk Railroad, Lynyrd Skynyrd, ZZ Top y Guns N' Roses, entre otros.

## Separación de la banda y después
Después de haberse separado del grupo en, empezó a crear canciones para su grupo Puravida, una banda formada en 1999, en el que toca la guitarra y es vocalista. Con este grabó el disco Donde el corazón me lleve, siendo en batería Carlos Gamón, el baterista de la banda Amaral.
En mayo de 2001, Pedro comenzó a trabajar en su estudio Atico 13, junto al DJ Aka Positive (Luis Sancho) y formaron DAB (Digital Analog Band). El dúo ha grabado "Café del Mar The Best" en el 2000 y "Café del Mar The Best 2" en 2006.
En 2007 participó, con el resto del grupo, en la reunificación de la banda para la gira de despedida Héroes del Silencio Tour 2007, con el que finalizaron su carrera.
En 2011 publicaron, de nuevo como DAB, "The best 3".
En 2013 funda L4 R3D. Ha editado dos Eps (Rojo y negro).